# Poder judicial de Santa Fe
El Poder Judicial de la Provincia de Santa Fe es uno de los tres poderes de la provincia que es ejercido exclusivamente, por una Corte Suprema de Justicia, cámaras de apelación, jueces de primera instancia y demás tribunales y jueces que establezca la ley. 
Todos sus miembros son designados por el Poder Ejecutivo con acuerdo de la Asamblea Legislativa (artículo 86 de la Constitución Provincial). Además, los magistrados gozan de inamovilidad mientras conserven su idoneidad física, intelectual y moral y el buen desempeño de sus funciones. Poseen iguales prerrogativas que los legisladores y no puede
ser restringida de modo alguno su libertad de actuar.  

## Corte Suprema
La Constitución Provincial, establece que la Corte Suprema de Justicia se compone de cinco miembros como mínimo y un procurador general. La actual Ley Orgánica del Poder Judicial constituye seis ministros. Los integrantes de la Corte Suprema se encuentran sujetos a juicio político, los demás jueces son enjuiciables conforme al procedimiento establecido por ley.
Para ser miembro del Tribunal Supremo se requiere ser ciudadano argentino, poseer el título de abogado y tener, por lo menos, treinta años de edad, diez de ejercicio de la profesión de abogado y dos años de residencia inmediata en la provincia. 
Compete a la Corte Suprema, exclusivamente, el conocimiento y resolución de:
1) Los recursos de inconstitucionalidad que se deduzcan contra las decisiones definitivas de los tribunales inferiores, sobre materias regidas por esta Constitución;
2) Los recursos contencioso-administrativos sometidos a su decisión en los casos y modos que establezca la ley;
3) Los juicios de expropiación que promueva la Provincia;
4) Los recursos de revisión de sentencias dictadas en procesos criminales, en los casos autorizados por la ley; 
5) Las contiendas de competencia que se susciten entre tribunales o jueces de la Provincia que no tengan un superior común; 
6) Los conflictos de atribuciones planteados entre funcionarios del Poder Ejecutivo y del Poder Judicial; 
7) Los juicios de responsabilidad civil contra los magistrados judiciales; 
8) Los recursos contra las decisiones del Tribunal de Cuentas en los casos y modos que establezca la ley;
9) Los incidentes de recusación de sus propios miembros.

#### Composición
| Orden      | Juez               | Edad    | Propuesto por       | Ingreso             |
| ---------- | ------------------ | ------- | ------------------- | ------------------- |
| Presidente | Roberto Falistocco | 74 años | Víctor Reviglio     | 1991                |
| Ministro   | Rafael Gutiérrez   | 72 años | Carlos Reutemann    | 2000                |
| Ministro   | Eduardo Spuler     | 78 años | Carlos Reutemann    | 1999                |
| Ministro   | Daniel Erbetta     | 69 años | Hermes Binner       | 2007                |
| Ministro   | Jorge Baclini      | 59 años | Maximiliano Pullaro | 10 de marzo de 2025 |
| Ministra   | Margarita Zabalza  | 40 años | Maximiliano Pullaro | 10 de marzo de 2025 |
| Ministro   | Rubén Weder        | 66 años | Maximiliano Pullaro | 9 de abril de 2025  |

## Consejo de la Magistratura
El Consejo de la Magistratura es un órgano asesor y consultivo del Poder Ejecutivo cuya función esencial es proponer a este, mediante Concursos que aseguren transparencia, igualdad e idoneidad en el desempeño de las funciones, los candidatos destinados a cubrir las vacantes de Jueces de Cámara de Apelación, Jueces de Primera Instancia, Tribunales Colegiados de Instancia Única, y Jueces Comunitarios de las Pequeñas Causas y demás Tribunales y Jueces establecidos por ley que requieran acuerdo del Poder Legislativo, excluido el nombramiento de los ministros de la Corte Suprema de Justicia, todo en los términos del artículo 86 de la Constitución Provincial.
Asimismo proponer los candidatos para cubrir las vacantes de fiscal general, fiscales regionales, defensor provincial, defensores regionales, fiscales y fiscales adjuntos, defensores públicos y defensores públicos adjuntos y de auditor general de Gestión del Ministerio Público de la Acusación.
El Consejo de la Magistratura se encuentra en el ámbito de la Secretaría de Justicia, dependiente del Ministerio de Gobierno, Justicia, Derechos Humanos y Diversidad.
La Presidencia del Consejo es ejercida por el Secretario de Justicia, los jurados se renuevan para cada concurso logrando de esta manera que el Poder Ejecutivo, sin renunciar a su facultad y deber constitucional, tenga la menor injerencia posible en la evaluación de los aspirantes.

## Ministerio Público de la Acusación
Es el órgano del Poder Judicial de la provincia de Santa Fe que se ocupa de instar la investigación penal estatal de los delitos cometidos. Fue creado por la Ley Provincial N° 13.013, sancionada el 24 de septiembre de 2009.
Realiza su tarea en el marco del sistema de enjuiciamiento oral y público vigente en todo el territorio santafesino desde el 10 de febrero de 2014. Por ello es que nunca interviene en asuntos que no sean de índole penal, temas de los que se ocupan otros órganos del mismo Poder Judicial, y de los poderes Ejecutivo y Legislativo.
Tiene independencia para definir sus objetivos institucionales y para actuar en consecuencia (autonomía funcional y administrativa); y también dispone del manejo de sus recursos económicos (autarquía financiera). Ejerce sus funciones en coordinación con otras dependencias públicas y privadas, pero sin sujeción a directivas que emanen de órganos ajenos a su estructura.
Dirige al Organismo de Investigación (OI) y a la Policía en función judicial, con la responsabilidad de la iniciativa probatoria tendiente a demostrar la verosimilitud de la imputación delictiva.
Su actuación es siempre conforme a la Constitución Nacional Argentina, a los Tratados Internacionales, a las leyes vinculadas y al respeto de los Derechos Humanos, en el marco de los necesarios controles estatales y ciudadanos propios de un sistema republicano y democrático.
El MPA tiene como objetivo primigenio la persecución penal que debe realizar el Estado Provincial de los delitos que establece el Código Penal de la Nación. En esta misión primordial, tiene a su cargo una doble función:
- la definición de los lineamientos que debe seguir la investigación criminal pública, en el marco de la cual fija prioridades y criterios de averiguación de delitos; y
- la posterior dirección de la ejecución de la investigación y gestión racional de los conflictos que se presenten.
También tiene a su cargo la orientación a las personas que fueron víctimas de delito, para intentar satisfacer sus intereses, mejorar su atención, ofrecer acompañamiento y asesoramiento, y fortalecer su protección y cuidado.
Además, debe procurar asegurar la protección de víctimas y testigos, en el marco de la legislación vigente, por sí o en coordinación con otras agencias del Estado.

## Servicio Público Provincial de Defensa Penal
El SPPDP de Santa Fe es un órgano autónomo del sistema judicial que tiene como misión la defensa y protección de derechos humanos y que garantiza el acceso a la justicia y la asistencia jurídica en materia penal técnica, en casos individuales y colectivos, de acuerdo a los principios, funciones y previsiones establecidas en la ley 13.014, así como la representación de víctimas de violencia institucional. Promueve toda medida tendiente a la protección y defensa de los derechos fundamentales de las personas, en especial de quienes se encuentren en situación de vulnerabilidad.